# Radiodiffusion-Télévision du Burkina
Radiodiffusion-Télévision du Burkina (RTB) ist der Name der nationalen Hörfunk- und Fernsehanstalt des westafrikanischen Staates Burkina Faso. Sie wurde im Jahre 2001 als Nachfolgerin des 1999 als öffentlich-rechtliche Anstalt gegründeten Office de radiodiffusion et de télévision du Burkina (ORTB) gegründet.

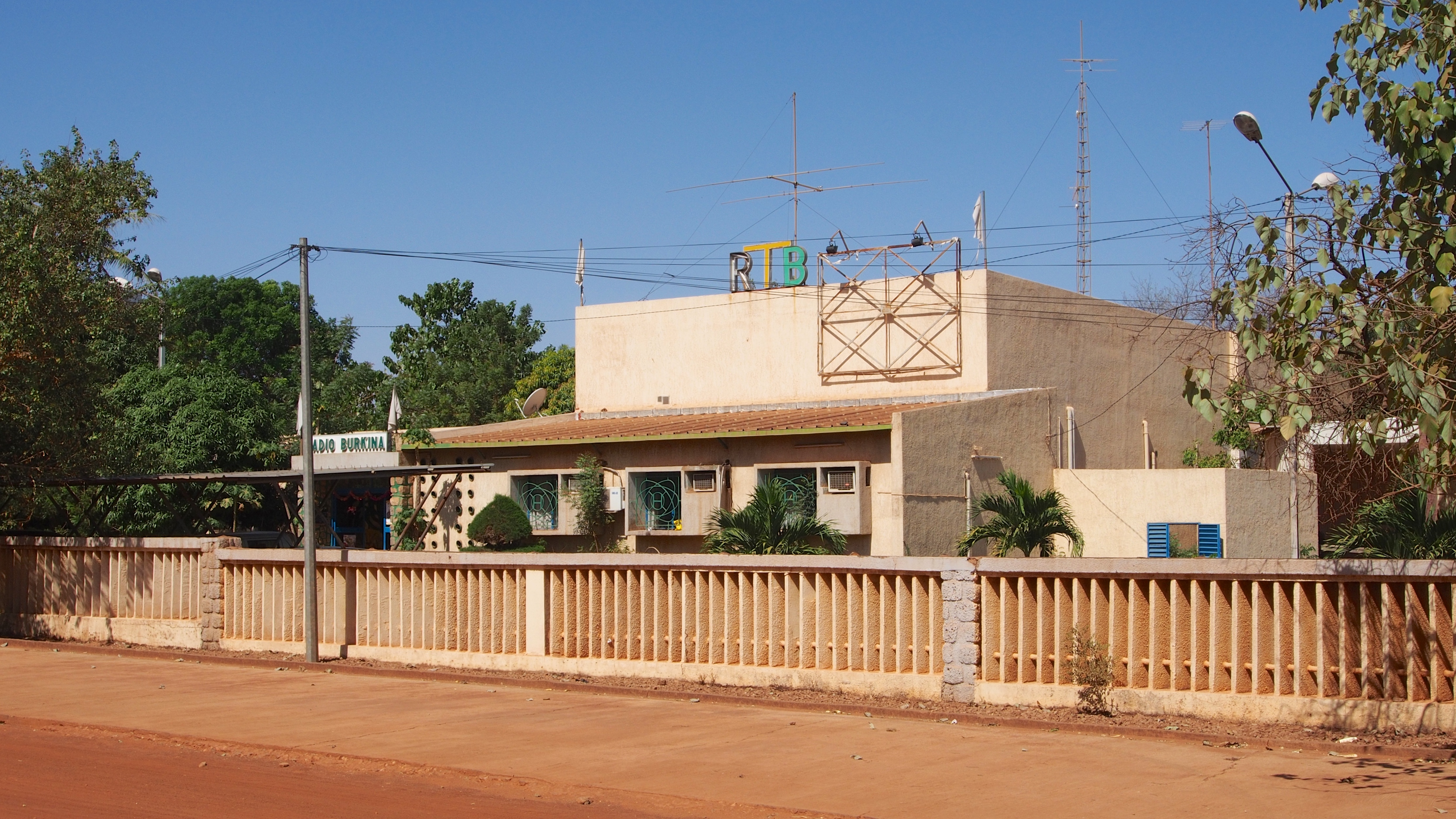
Sitz und Sendestation des Radio Burkina in Ouagadougou

Aufgabe der dem Informationsministerium unterstehenden RTB ist es, das Land mit einem Fernseh- und einem Radioprogramm zu versorgen, an Entwicklungsprojekten der Regierung teilzunehmen, die Bildung und Unterhaltung der Bevölkerung sicherzustellen sowie die Kultur des Landes im Ausland bekannt zu machen.
Die erste Radiostation Radio Haute-Volta wurde noch zu französischen Kolonialzeiten im Jahre 1959 errichtet. 1963 ging das nationale Fernsehen Volta-vision zum ersten Mal auf Sendung. Das damalige Obervolta war damit einer der ersten Sahelstaaten mit eigenem Fernsehen.
Generaldirektor des RTB ist Marcel Toé.